# Gretel Adorno
Gretel Adorno (* 10. Juni 1902 als Margarete Karplus in Berlin; † 16. Juli 1993 in Frankfurt am Main) war eine deutsche Chemikerin und Unternehmerin. Seit den 1920er Jahren stand sie mit maßgeblichen Intellektuellen der Zeit in Kontakt, darunter insbesondere Walter Benjamin. Am Schaffen ihres späteren Mannes Theodor W. Adorno und an der Arbeit des Instituts für Sozialforschung war sie mitbeteiligt. Sie war Mitherausgeberin der Schriften Walter Benjamins und der Gesammelten Schriften Adornos einschließlich seiner Ästhetischen Theorie.

## Leben

### Familie
Gretel Karplus wurde als Tochter von Emilie Karplus, geborene Cahn, und Joseph Albert Karplus, Mitinhaber der Glacée-Lederwaren-Manufaktur Karplus & Herzberger, in Berlin geboren. Sie hatte eine jüngere Schwester. Die Familie lebte in der Prinzenallee in Berlin-Gesundbrunnen.
Der Sohn ihres Cousins Hans Karplus ist der Chemiker und Nobelpreisträger Martin Karplus.

### Studium, intellektuelle Freunde
1921 nahm sie als eine von zu der Zeit wenigen Frauen ein Chemiestudium an der Universität Berlin auf. Im Nebenfach studierte sie Philosophie und Physik, welche sie ebenfalls cum laude abschloss. Sie beendete ihr Studium 1925 mit einer Dissertation Über die Einwirkung von Calciumhydrid auf Ketone.
1923 lernte sie über die Beziehung der beiden elterlichen Familien Theodor W. Adorno kennen; das Paar verlobte sich bald und führte dann über vierzehn Jahre lang zunächst eine Distanzbeziehung. Sie stand in den 1920er Jahren mit zahlreichen Größen der Berliner Intellektuellenszene in Kontakt, darunter Walter Benjamin, Ernst Bloch, Herbert Marcuse, Bertolt Brecht, Lotte Lenya und Kurt Weill.
Besonders intensiv war Gretel Karplus’ freundschaftliches Verhältnis zu Walter Benjamin. Sie stand mit ihm in einem regen brieflichen Austausch, sowohl zu persönlichen Angelegenheiten als auch zu Benjamins Arbeiten. In seinen Jahren des Exils unterstützte sie ihn finanziell und auch durch Buchsendungen.

### Unternehmerin
Von etwa 1930 bis 1932 war Karplus Anteilseignerin der elterlichen Manufaktur und arbeitete dort in verantwortlicher Position. Nach dem Verkauf der Anteile an Herzberger 1933 beteiligte sie sich in dem Unternehmen George Tengler der gleichen Sparte, zunächst als Juniorpartnerin, ab 1934 hauptverantwortlich. Der Betrieb hatte etwa 200 Mitarbeiter. Unter dem politischen antisemitischen Druck der Zeit sah sie sich 1936 gezwungen, die Firma aufzulösen.

### Exilzeit
1937 ging sie nach London ins Exil und heiratete dort Theodor W. Adorno, der seit 1934 überwiegend in Oxford gelebt hatte. 1938 zog das Paar in die Vereinigten Staaten, zunächst nach New York. Das Ehepaar arbeitete seit dieser Zeit intensiver zusammen, indem Gretel Adorno die Gedanken, Gespräche, auch Briefe, ihres Mannes handschriftlich protokollierte und später tippte. Sie fungierte dabei zugleich als „Einspruchs-Instanz“ und kritische Kommentatorin seiner Überlegungen. Gretel Adorno nahm für ihren Mann auch Übersetzungen ins Englische vor. Sie arbeitete daneben für Max Horkheimer und für das von Frankfurt nach New York übergesiedelte Institut für Sozialforschung.
Nach dem Tod von Walter Benjamin 1940 kümmerten sich das Paar gemeinsam um dessen Nachlass und die Veröffentlichung. Im November 1941 übersiedelten sie nach Los Angeles und bezogen in Pacific Palisades ein gemietetes Haus. In der Nähe wohnte das Ehepaar Horkheimer und zahlreiche weitere deutsche und österreichische Emigranten wie Berthold und Salka Viertel, Thomas und Katia Mann, Hanns Eisler, Bertolt Brecht und Helene Weigel, Max Reinhardt und Arnold Schönberg.
An den 1942 einsetzenden Arbeiten Max Horkheimers und Adornos zu Dialektik der Aufklärung beteiligte sich Gretel Adorno in der bewährten Weise. Das Buch erschien zunächst 1944 in den USA, schließlich 1947 in seiner endgültigen Fassung im Querido Verlag in Amsterdam. In einer späteren Ausgabe wird ihre Mitarbeit explizit genannt.

### Zurück in Deutschland
Gretel Adorno zog im April 1950 zurück nach Deutschland, einige Monate nach ihrem Mann. Das Paar ließ sich in Frankfurt am Main nieder, wohin auch das Institut für Sozialforschung 1951 zurückkehrte. Sie übernahm in diesem eine Assistenzstelle. Daneben arbeitete sie an den Schriften Walter Benjamins, deren Mitherausgeberin sie 1955 war.
Nach Max Horkheimers Rückzug aus dem Institut 1958 und der Übernahme der Leitung durch Adorno intensivierte sich auch die Tätigkeit Gretel Adornos dort. Sie war eine „wesentliche Stütze seines Schaffens“ und aktive Mitarbeiterin. Gemeinsam mit ihm betrat sie morgens das Institut und verließ es am Abend mit ihm. In ihrem eigenen Büro redigierte sie penibel alle Texte Adornos vor der Drucklegung. Selten verpasste sie eine seiner Vorlesungen. Für die Studenten fungierte sie als auch persönlich ansprechbare Person und als Vermittlerin zu Adorno.

### Nach Adornos Tod
Im August 1969 starb Theodor W. Adorno. Gretel Adorno besorgte in der Zeit danach zusammen mit Rolf Tiedemann die postume Herausgabe seiner noch nicht abgeschlossenen Ästhetischen Theorie und wirkte mit an der Herausgabe seiner Gesammelten Schriften.

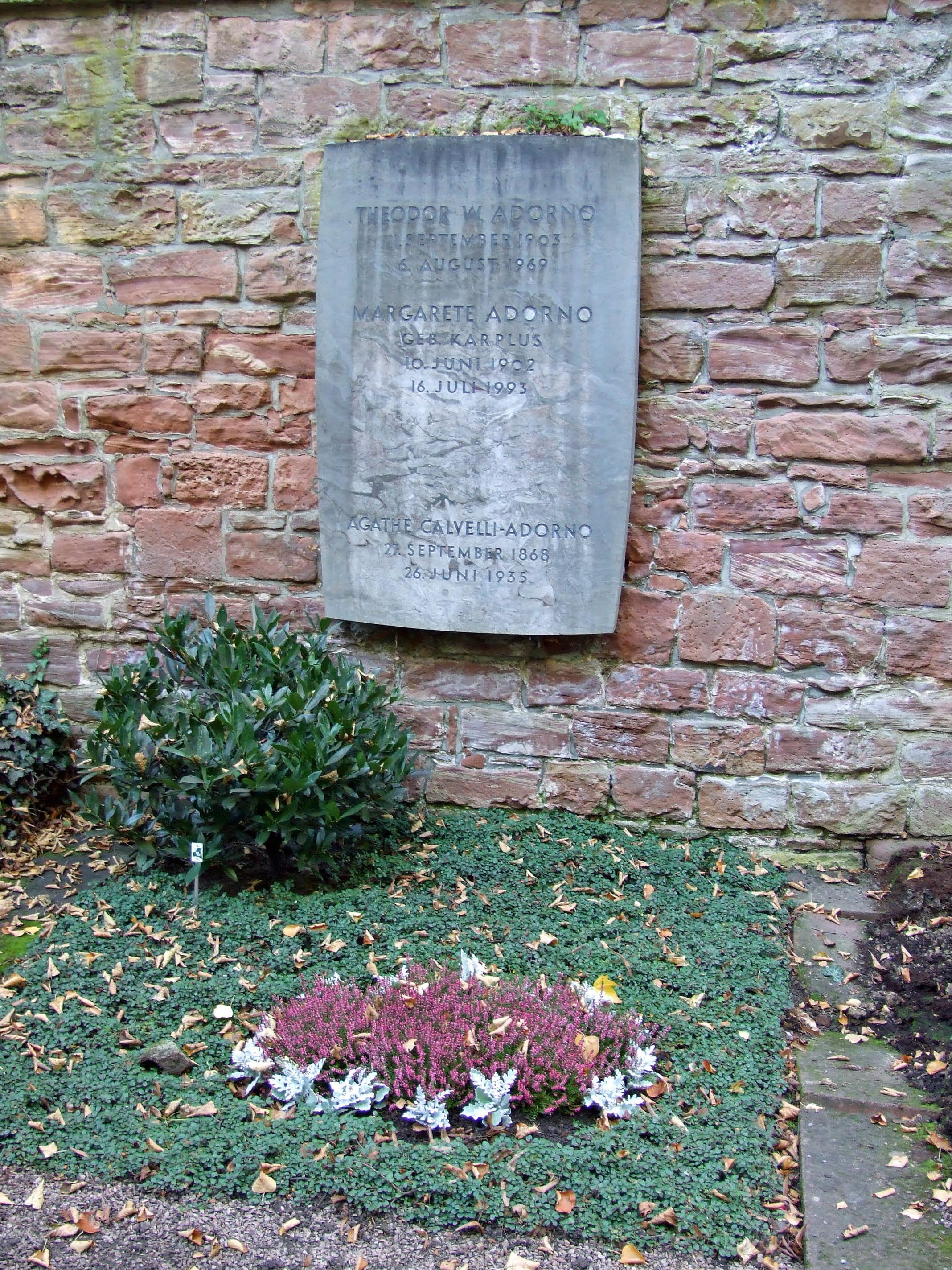
Grab von Gretel Adorno und Theodor W. Adorno, 2007

Noch im selben Jahr unternahm sie einen Suizidversuch, infolge dessen sie für den Rest ihres Lebens erheblich beeinträchtigt und pflegebedürftig war. Sie starb 1993 in Frankfurt. Ihr Grab befindet sich gemeinsam mit dem ihres Mannes auf dem Frankfurter Hauptfriedhof.
Die Hamburger Stiftung zur Förderung von Wissenschaft und Kultur erwarb den Nachlass von Gretel Adorno. Er ist Bestandteil des Theodor W. Adorno Archivs im Institut für Sozialforschung.

### Briefwechsel
- Christoph Gödde, Henri Lonitz (Hrsg.): Walter Benjamin / Gretel Adorno: Briefwechsel 1930–1940, Frankfurt a. M. 2005

Hörbuch, gelesen von Johanna Wokalek und Martin Wuttke, Speak low, 2008, ISBN 978-3-940018-02-1

### Fiktionale Werke
- Carl Djerassi: Vorspiel, Theaterstück, Haymon Verlag, Innsbruck 2011, ISBN 978-3-85218-673-3
- Andreas Maier: Die Universität, Roman, Suhrkamp Verlag, Berlin 2018, ISBN 978-3-518-42785-9